# بابتيستي
بابتيستي هي مدينة من مدن هايتي. يبلغ ارتفاع المدينة عن سطح البحر قرابة 78 متر.